# Petita Polònia
|  | Aquest article tracta sobre la regió europea. Si cerqueu la divisió administrativa del 1998, vegeu «Voivodat de Petita Polònia». |

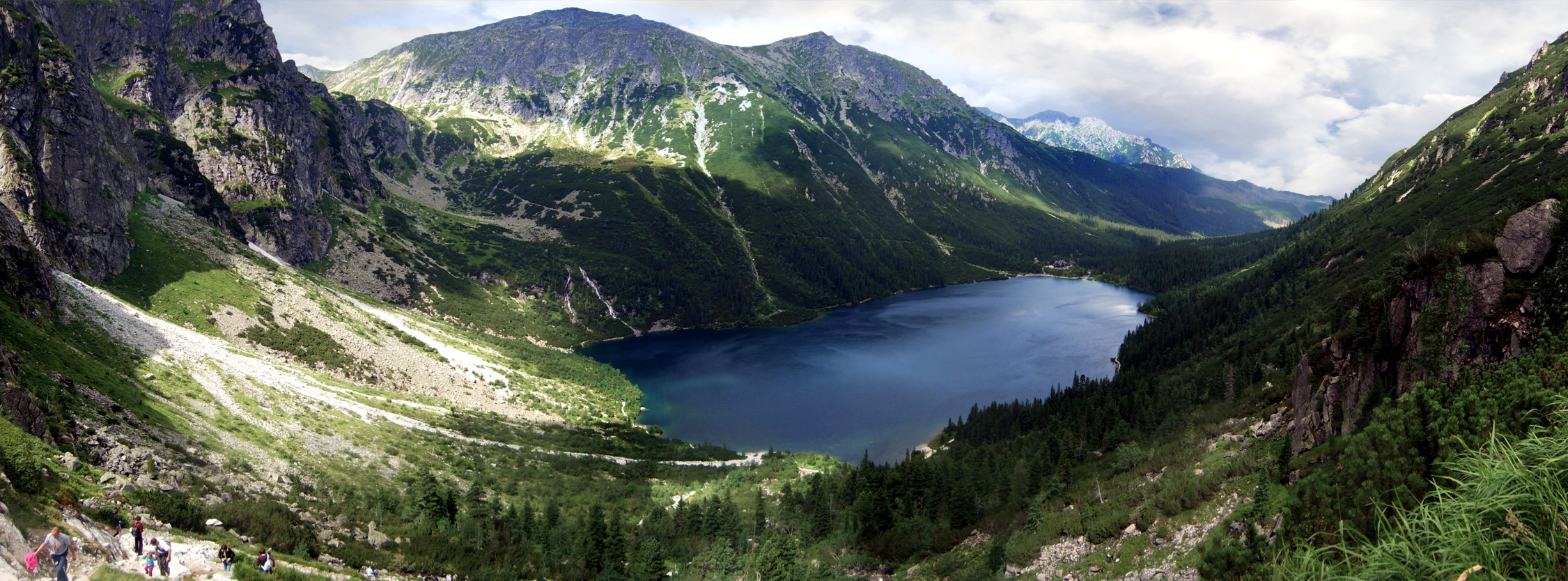
Morskie Oko als Tatra

La Petita Polònia (des de l'edat mitjana, en llatí, Polonia Minor, en polonès Małopolska) és - al contrari de la Gran Polònia - originalment, la part meridional de l'antic estat polonès, amb les ciutats de Cracòvia, Lublin, Zamość i Sandomierz, el ducat de la Petita Polònia. Els territoris al voltant de Sandomierz es consideren parcialment com a part del mateix ducat. Durant la seva pertinença a Polònia, les regions ucraïneses de Galítsia, Podíl·lia, Volínia i altres quedaven també incloses en aquest concepte. La Província de la Petita Polònia existí fins a 1772.

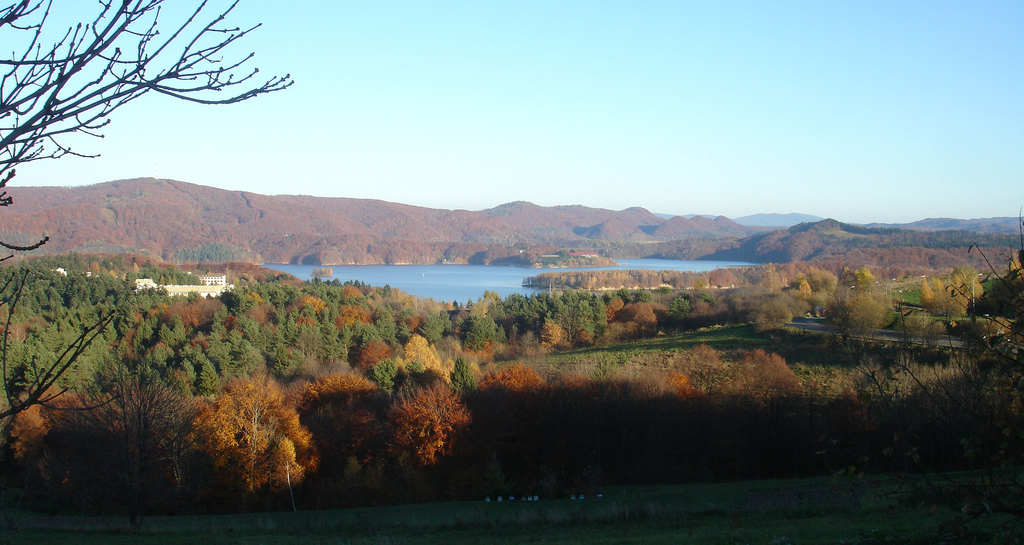
Llac Solina, Bieszczady

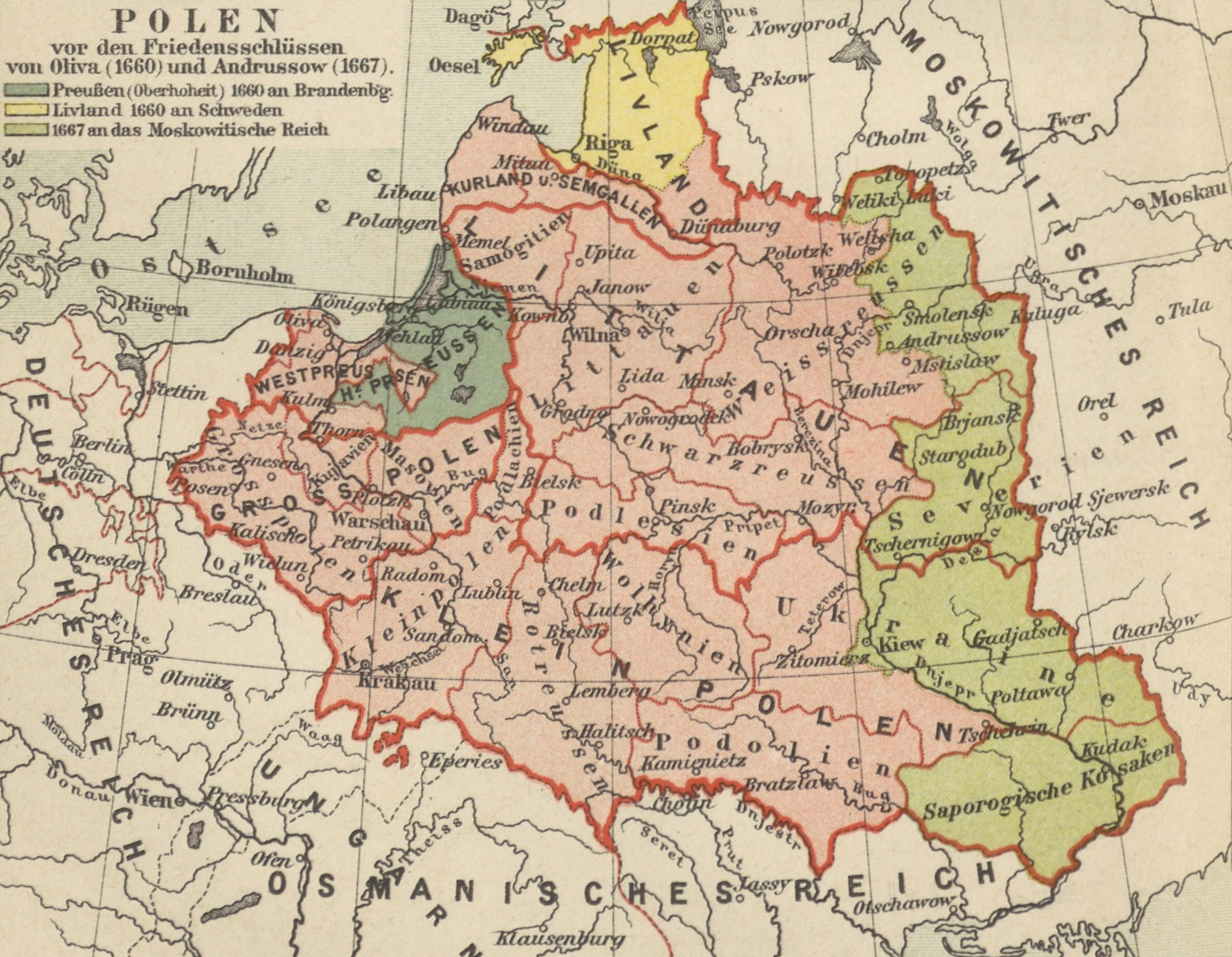
Polònia en els límits abans de 1660. La confederació lituano-polonesa, província de la Petita Polònia, en els límits de 1635, moment de més àmplia extensió de Polònia a l'est. Els límits a l'est no va ser estables i tancats en cap moment.

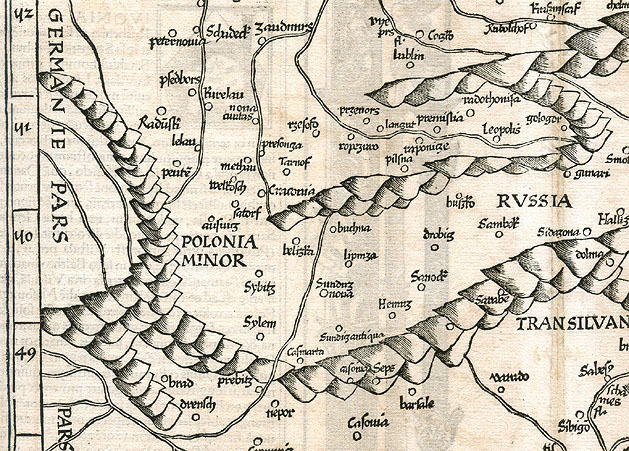
Part d'un mapamundi per Martin Waldseemüller; assentaments de la Petita Polònia en el.

A causa de les divisions de Polònia, la major part de les regions ucraïneses i la meitat meridional de les àrees originalment poloneses a Àustria van esdevenir una província coneguda amb el nom de Regne de Galítsia i Londomèria en la monarquia austrohongaresa, amb les regions ucraïneses de Galítsia de l'est, mentre que les àrees originalment poloneses es qualificaven com a Galítsia de l'oest. Les parts septentrionals de les àrees poloneses originals i parts de Podíl·lia i Volínia passaren a mans de Rússia per causa del repartiment de Polònia.
Després de la nova distribució de l'administració de Polònia, la Petita Polònia s'estenia sobre els voivodats de Sucarpàcia, Petita Polònia, Santa Creu i Lublin.
La regió té també una part als Tatra amb l'Àrea d'esports d'hivern al voltant de la ciutat de Zakopane.